# 東京都道・神奈川県道506号八王子城山線
東京都道・神奈川県道506号八王子城山線（とうきょうとどう・かながわけんどう506ごう はちおうじしろやません）は、八王子市から町田市西部を経て相模原市北西部に至る一般都道・一般県道である。

## 概要

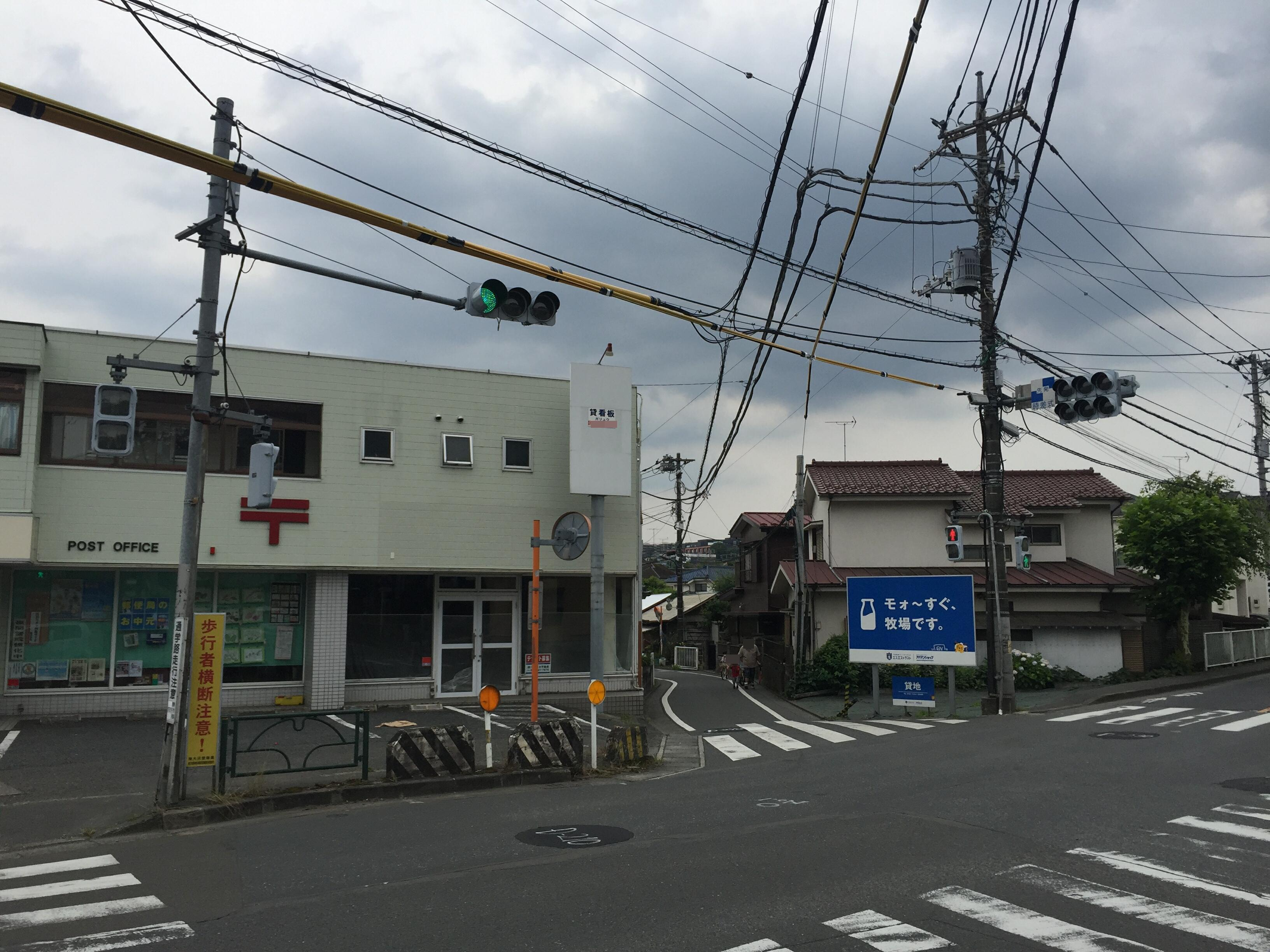
小比企町交差点。直進（相原十字路）方向が都道506号線の狭隘区間となり、寺田橋交差点まで続く

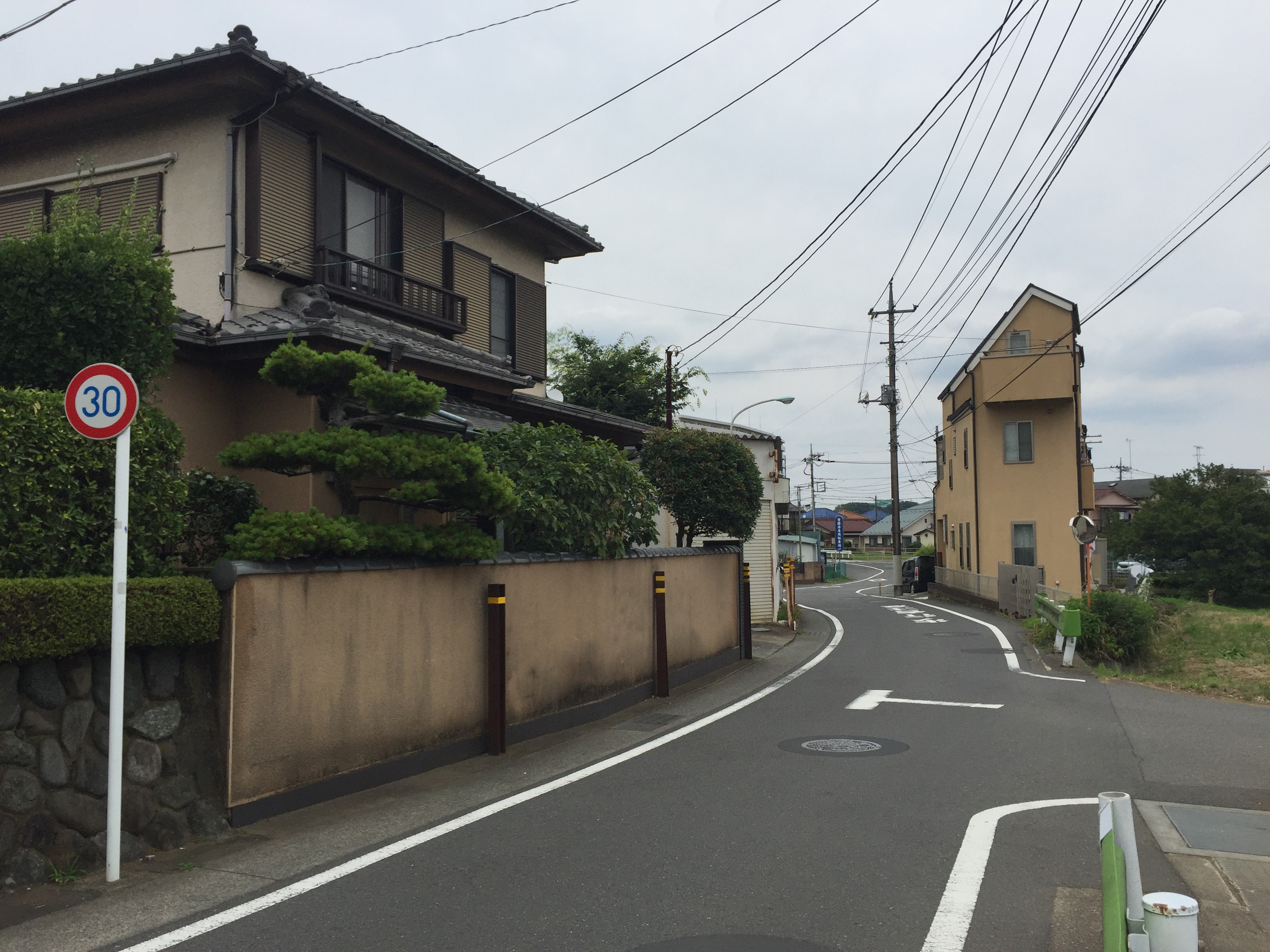
寺田町内の狭隘区間

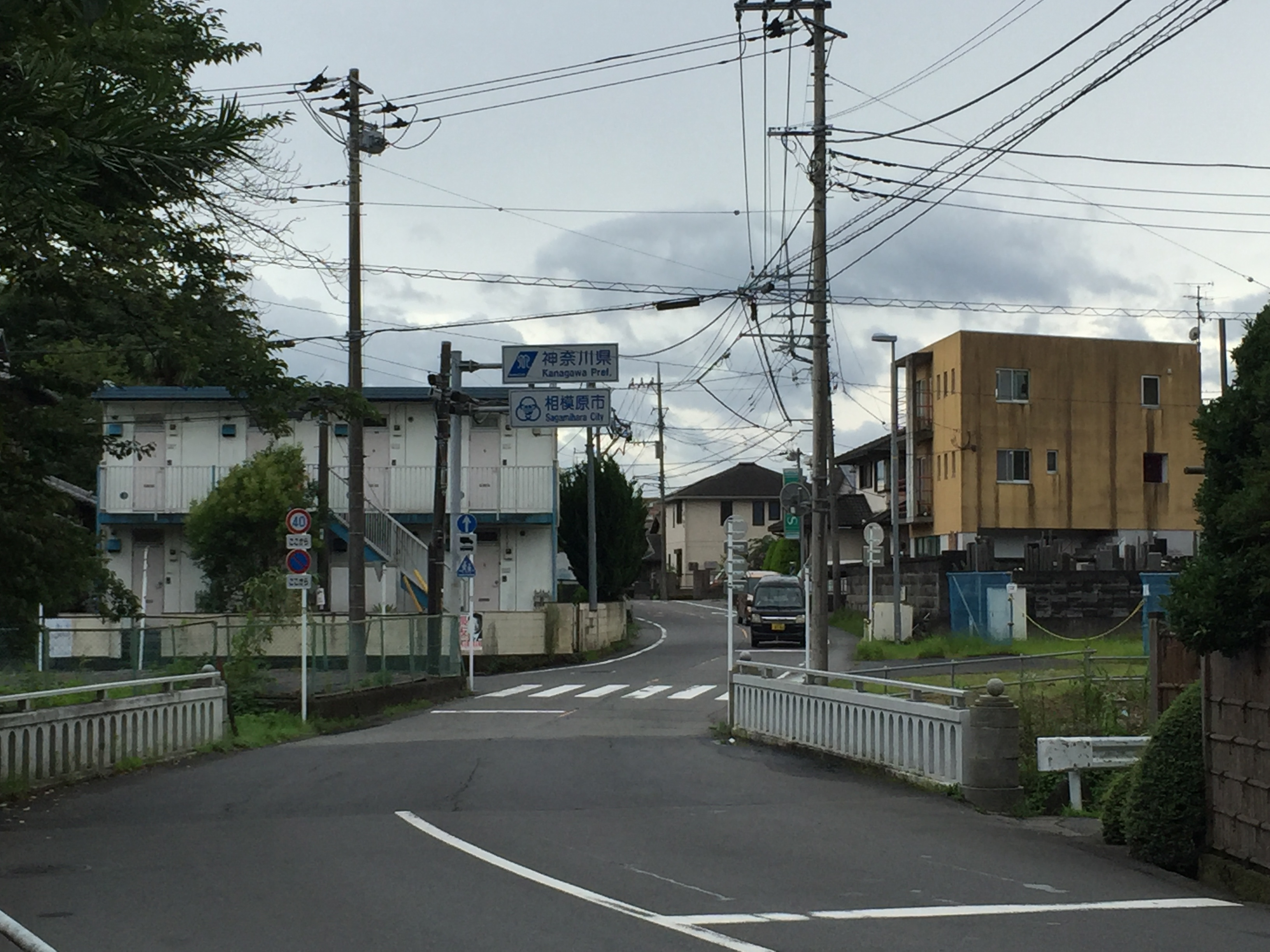
相原十字路交差点（町田市相原町）から城山方面を望む。境川に架かる二国橋を渡ると神奈川県に入る

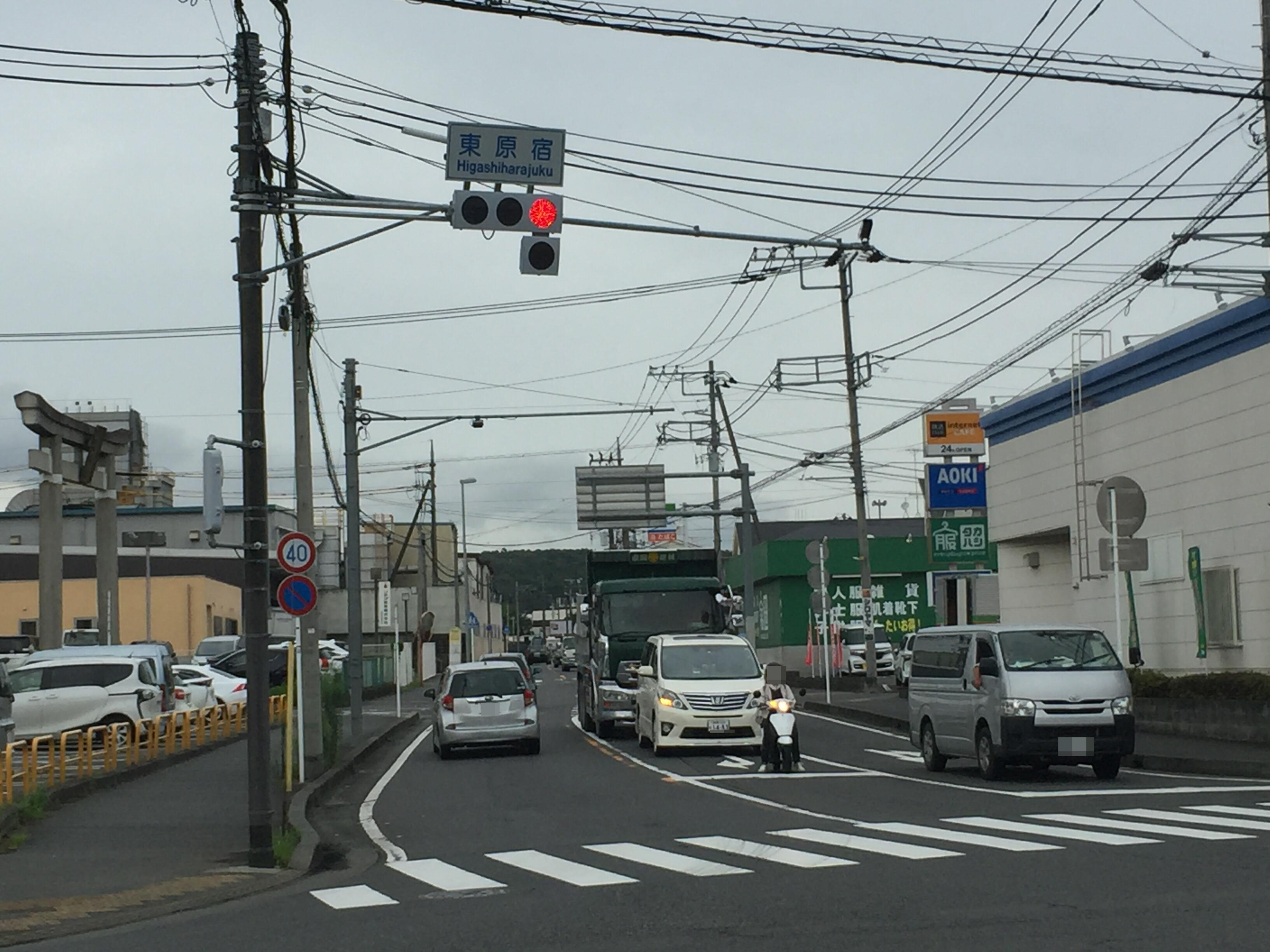
終点の東原宿交差点（相模原市緑区原宿）から八王子方面を望む

丘陵を横断するコースになっており、八王子市富士森体育館（旧・八王子市民体育館）付近、京王線山田駅付近、八王子市・町田市の境界を頂点にアップダウンがある。
途中、小比企町交差点から寺田橋交差点までは狭隘路であり、大型車の離合は困難である。
- 陸上距離：8.3km（支線区間含む）
- 起点：東京都八王子市八幡町（国道16号（東京環状）・国道20号（甲州街道）、八幡町交差点）
- 終点：神奈川県相模原市緑区原宿（国道413号、東原宿交差点）
- 都道・県道認定要件：主要地と主要地を連絡する道路
- Google マップ

## 支線・バイパス
- 支線
  - 寺田橋交差点 - 寺田町東交差点（めじろ台グリーンヒル通り交点）（約60m）
- Google マップ

## 地理
- 周辺の川
  - 山田川
    - 月見橋（八王子市）

  - 湯殿川
    - 大橋（八王子市）
    - 船橋（八王子市）

  - 寺田川
    - 寺田橋（八王子市）

  - 境川
    - 二国橋（町田市・相模原市）

## 通過する自治体
- 東京都
  - 八王子市
  - 町田市
- 神奈川県
  - 相模原市

## 主な接続道路
- 国道16号（八王子市、八幡町交差点）
- 国道20号（八王子市、八幡町交差点）
- 東京都道173号上館日野線（八王子市、小比企町交差点）
- 国道20号八王子南バイパス（八王子市、八王子みなみ野シティ西交差点）
- 東京都道47号八王子町田線（町田市、相原十字路交差点）
- 国道413号（相模原市緑区、東原宿交差点）

## 主な周辺の施設
- 八王子消防署（八王子市）
- 八王子市郷土資料館（八王子市）
- 富士森公園（八王子市）
- 八王子市富士森体育館（八王子市）
- 京王高尾線 山田駅（八王子市）
- 八王子消防署みなみ野出張所（八王子市）
- 相武カントリー倶楽部（八王子市・町田市）
- 東京家政学院大学（町田市）